# St. Bartholomäus (Frankfurt-Zeilsheim)

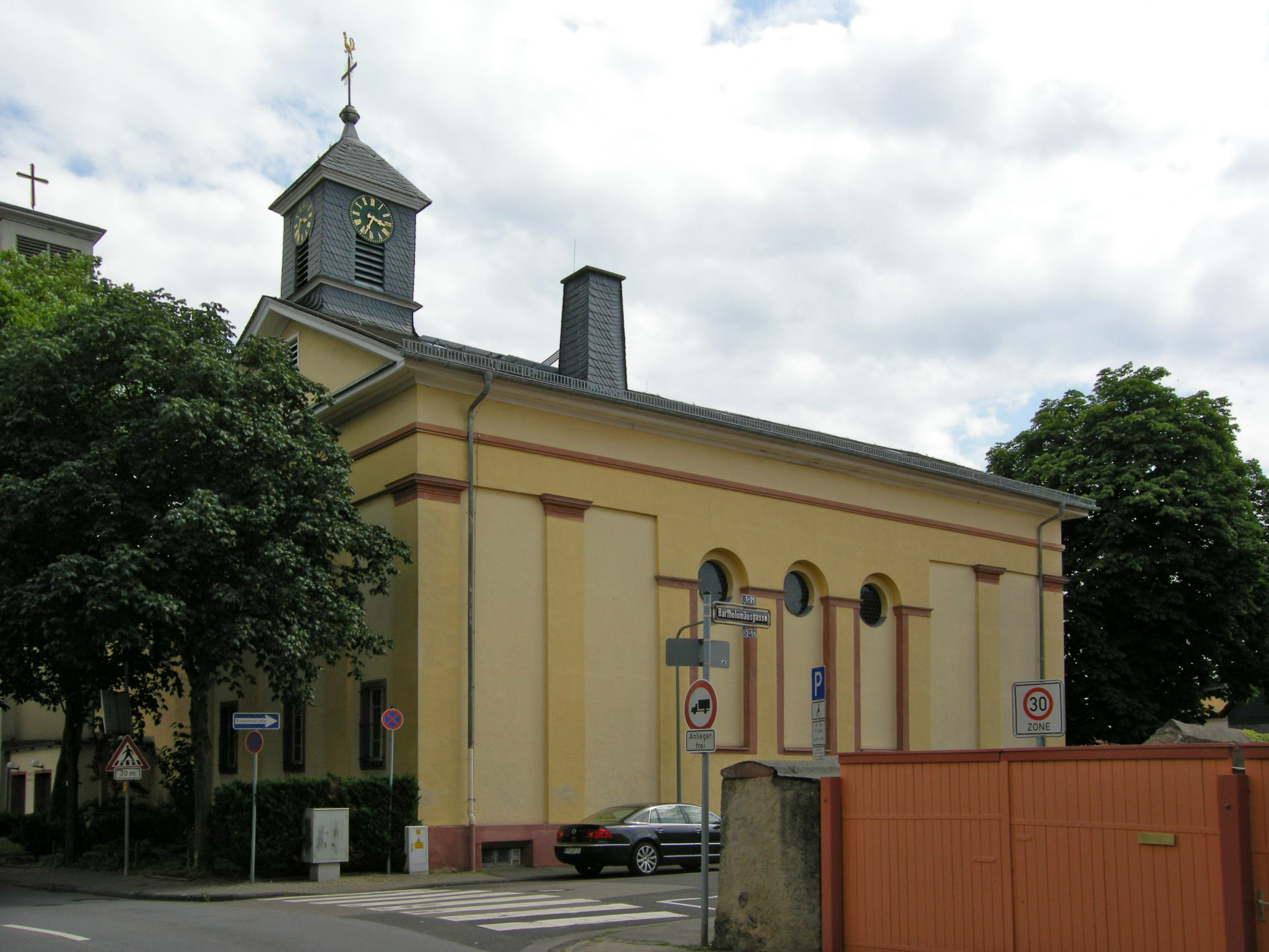
St. Bartholomäus, klassizistische Kirche, Ansicht von Nordwesten

St. Bartholomäus ist eine katholische Kirche im Stil des Klassizismus mit einem Anbau aus der Zeit der Moderne in Zeilsheim, einem Stadtteil von Frankfurt am Main. Sie ist nach § 2 Absatz 1 des Hessischen Denkmalschutzgesetz als Kulturdenkmal mit der Nummer 155611 eingetragen. Bis zum Beginn des 19. Jahrhunderts war die Zeilsheimer Gemeinde noch keine eigene Pfarrei, sondern wurde von verschiedenen Klöstern betreut. Von 1803 bis 1835 gehörte sie als Filialkirche zu Höchst und ab 1835 zu Hofheim. 1888 wurde Zeilsheim eine selbständige Pfarrei, heute gehört sie zum Pastoralen Raum Frankfurt-Höchst.

## Entstehung und Entwicklung
Im Jahr 1384 wurde erstmals eine Kapelle in Zeilsheim erwähnt, die der Heiligen Gertrud gewidmet war. Das vermutlich im 12. Jahrhundert errichtete Gotteshaus stand auf einem Hügel an der Stelle der heutigen Kirche. 1432 wurde die Holzkapelle durch eine steinerne Kirche im gotischen Stil ersetzt, die nun dem Heiligen Bartholomäus geweiht wurde. Der Altar aus der alten Kirche wurde in die neue übertragen. Die Kirche war von einem Friedhof umgeben und hatte einen Turm mit zwei Glocken. Nachdem 1666 in Zeilsheim die Pest gewütet hatte, sammelte der Antoniter Heinrich Odenthal aus dem Höchster Kloster, der damalige Seelsorger der Zeilsheimer Gemeinde, Spenden und ließ eine Pestmadonna anfertigen, die in St. Bartholomäus aufgestellt wurde. Während des Holländischen Kriegs plünderten Söldner die Kirche und verbrannten das Gestühl. Nachdem man die Schäden beseitigt hatte, wurde 1674 die Kirche erneut in Mitleidenschaft gezogen und die Glocken von kaiserlichen Truppen entwendet. Die Glocken wurden 1676 in Frankfurt wiederentdeckt, beschlagnahmt und an die Gemeinde zurückgegeben. 1738 wurde die Kirche um einen Chor und eine Sakristei erweitert. Das über 300 Jahre alte Gebäude war jedoch nicht zuletzt durch die kriegerischen Handlungen renovierungsbedürftig. Die Gemeinde erhielt ab 1741 einen Nachlass bei der Besteuerung und konnte so die Kirche regelmäßig notdürftig reparieren. Während des Ersten Koalitionskriegs nutzten die französischen Truppen die Kirche als Brot- und Getreidelager. Hierbei wurde die Kirche erneut beschädigt.
1817 wurde die alte Bartholomäuskapelle wegen Baufälligkeit abgerissen. Im Jahr darauf begann der Bau der klassizistischen Saalkirche an gleicher Stelle. Die Planung stammte vom  Bauinspektor Johann Christian Zais. Der Neubau wurde Ende 1818 fertiggestellt und am 13. Oktober 1819 eingesegnet.
Die Gemeinde wuchs seit Ende des 19. Jahrhunderts aufgrund der nahe gelegenen Farbwerke Hoechst und dem damit verbundenen Bau der Werkssiedlung Kolonie an. Die Kirche bot nicht mehr genügend Platz, sodass seit 1912 ein Kirchenneubau angestrebt wurde, der jedoch aufgrund des Ersten Weltkriegs und der Weltwirtschaftskrise zunächst nicht realisiert werden konnte. Ab 1926 wurden erneut Konzepte für eine Vergrößerung der Kirche entwickelt. Den Auftrag für die Planung erhielt der Architekt Martin Weber. Der Anbau wurde im Mai 1932 begonnen und im November 1932 von Bischof Antonius Hilfrich konsekriert.
Nach dem Zweiten Weltkrieg wuchs Zeilsheim weiter und die Kirche musste erneut vergrößert werden. Das Kirchenschiff wurde nach Osten verlängert, eine Orgelempore eingebaut und der Kirchturm errichtet. Im November 1957 wurden diese Ergänzungen eingeweiht.

## Architektur
Im historischen Ortskern befindet sich die Kirche an den Straßen Alt Zeilsheim und Bartholomäusgasse. Die klassizistische Architektur ist gekennzeichnet durch einen einfachen Gebäudekubus und einen tempelartigen Giebel. Der klassizistische Stil bezieht sich auf die wesentlichen Gestaltelemente antiker Griechischer Tempel. Pilaster mit Kapitellen aus Sandstein deuten eine Säulenordnung an. Die gestalterisch betonte Mitte der Längswand mit den ursprünglich hohen Fenstern erinnert an eine Cella. Die verputzten Außenwände sind in gelben Farbtönen angelegt. Das flach geneigte Satteldach ist mit Schiefer gedeckt und schließt auf der Nordseite mit einem quadratischen Dachreiter für den Glockenstuhl ab.
Der Innenraum war ursprünglich nach Süden auf den dort befindlichen Altar und die Rundnische ausgerichtet und bauzeittypisch gestaltet. Durch den Anbau der 1930er Jahre wurde die Ausrichtung um 90 Grad gedreht und der ursprüngliche Raumeindruck grundlegend verändert. Den barocken Hochaltar aus dem 18. Jahrhundert platzierte man an der westlichen Längsseite. Seit der Erweiterung dient die ehemalige Kirche ausschließlich als Altarraum, der nach und nach barockisierend umgestaltet und damit dem prägenden Hochaltar gestalterisch angepasst wurde. Weitere barocke Figuren wurden ergänzt. Die beiden hochrechteckigen klassizistischen Fenster neben dem Altar wurden 1966 durch Rundfenster ersetzt, sodass größere Wandflächen entstanden, die den Hochaltar besser zur Geltung bringen. Die Kanzel befindet sich an der Wand zwischen Alt- und Anbau.
Der Erweiterungsbau von 1932 besteht aus einem klar gestalteten Langhaus mit Flachdach, das im Osten der klassizistischen Kirche anschließt. Dazu wurde die bestehende Längswand großflächig geöffnet. Der Anbau ist etwa doppelt so groß wie die alte Kirche. Die Höhe des Anbaus greift die Traufe der bisherigen Kirche auf. Quadratische Fenster unterhalb des Daches gliedern die Fassaden. Im Süden schließt auf der Längsseite ein niedriges Seitenschiff an, das sich durch eine Reihe von Stützen vom Hauptschiff absetzt. Der Eingang liegt im Norden.
Die Innenausstattung des Langschiffs war zur Bauzeit in schlichtem Weiß gehalten und nur durch den Kreuzweg, einige Heiligenfiguren und Bilder der alten Kirche ausgeschmückt. 1936 wurde eine Innenausmalung von Heinrich Dieckmann angefertigt, die verschiedene Szenen aus dem Leben Jesu zeigt. Neben den Wandfresken schuf er auch zwei neue Fenster für den Chor, die jedoch bei einer Modernisierung 1966 aus gestalterischen Gründen wieder entfernt wurden.
An der östlichen Rückwand unterhalb der Empore ist eine sogenannte Pestmadonna angebracht. Das skulpturale Marienbildnis erwarb man 1668 in Köln aus Dankbarkeit für die überstandene Pest-Epidemie.
Die Bilder des Kreuzwegs stammen aus dem Jahr 1961. Die Orgel wurde 1962 eingeweiht und 1990 erweitert sowie um einen Orgelprospekt ergänzt. Die bronzenen Eingangstüren fertigte man 1980 nach einem Entwurf von Jupp Jost an. Sie zeigen verschiedene Motive zum Thema „Befreiung“.
1940/41 schuf der mit dem Architekten Martin Weber mehrfach zusammenarbeitende Bildhauer Otto Zirnbauer die 5 Meter hohe Lindenholz-Skulptur Madonna im Rosenhag sowie für das Trauungsgestühl Adam und Eva und Hochzeit von Kanaa aus Eichenholz.